# 항공전자 소프트웨어
항공전자 소프트웨어(영어: avionics software)는 항공기 구성품에 탑재하기 때문에 안전성과 신뢰성을 요구하는 임베디드 소프트웨어를 말한다.  기존에 임베디드 소프트웨어와 차이는 안전성을 위해 정해진 법칙과 최적화된 소프트웨어 개발 프로세스가 있는 점이다.

## 같이 보기
- HILS
- SPAR
- MCR
- 검증 및 확인(Verification & Validation)